# Federico Peltzer
Federico Peltzer (Buenos Aires, 13 de abril de 1924 -  3 de agosto de 2009) fue un abogado, poeta, ensayista, novelista. Fue juez y camarista civil. Miembro de la Academia Argentina y de la Paraguaya de Letras, así como de la Real Academia Española. Fue catedrático de la Universidad del Salvador y de la Universidad Nacional de La Plata en Literatura Española.

## Biografía
Hijo de Federico Guillermo Peltzer y Dora Sciurano, se graduó de abogado en la UBA en 1948. Fue juez en lo civil y camarista hasta 1975. Colaboró con Guillermo Borda en su tratado de Derecho Civil. Federico Peltzer fue profesor de literatura en la Universidad del Salvador, en la Universidad Nacional de La Plata (donde enseñaba Literatura Española) y en el Instituto Argentino de Cultura Hispánica.
Peltzer fue asiduo colaborador y crítico literario en la sección cultural de los periódicos porteños La Nación y La Prensa, así como también en La Gaceta de Tucumán. Dictó cursos en universidades nacionales e internacionales y fue jurado de premios literarios oficiales y privados del país. 
Fue admirador de Jorge Luis Borges, Eduardo Mallea, Marco Denevi y Carmen Gándara. Enriqueció su ficción con elementos históricos, como los de la Guerra del Paraguay. Estimaba que la muerte es lo que da sentido e intensidad a la vida. "Al limitarla, se nos exige que demos el máximo de nosotros mismos".

## Obra
Novelas
- Tierra de Nadie, (1955),
- Compartida, (1958),
- La vuelta de la esquina, (1986),
- La Noche, (1966),
- La razón del topo, (1971),
- Aquel sagrado suelo, (2000),
- El mar que tanto sabe de las piedras.

Cuentos
- Con muerte y con niños,
- El silencio. Un país y otro país,
- El cementerio del tiempo,
- La puerta del limbo,
- Fronteras.

Poesías
- Un ancla en el espejo, (1995),
- Cantares en el tiempo, (1994),
- El silencio y la sed, (1994),
- Poesía secreta, (1978),
- Los oficios, (1989),
- Los poemas del niño, (1991),
- La sed con que te llevo, (1964),
- La mi muerte, (1969).

Ensayos
- Poesía sobre la poesía.

## Reconocimiento literario
Federico Peltzer obtuvo importantes distinciones. En 1955, su novela Tierra de nadie obtuvo el Premio Emecé; en 1958 logró el premio Kraft por su novela Compartida. La sed con que te llevo (poemas) recibió en 1964 la Faja de Honor de la Sociedad Argentina de Escritores (SADE); en 1977 recibió la Pluma de Plata del PEN Club Internacional; en 1994 fue galardonado con el Premio Konex - Diploma al Mérito; y en 1996 lo premió en narrativa el Fondo Nacional de las Artes. También recibió los premios Losada, Gente de Letras y el Laurel de Plata del Rotary International.
Sus restos descansan en el Cementerio de la Recoleta de la Ciudad de Buenos Aires.